# Nangarhar (provins)
Nangarhar (pashto:ننګرهار) er en af de 34 provinser i Afghanistan. Den ligger i den østlige del af landet mod grænsen til Pakistan. Nangarhars hovedstad er byen Jalalabad. Befolkningstallet er over 2 mio.
Provinsens terræn indeholder et større system af tunneller og huler, der huser adskillige krigere fra Islamisk Stat. Den 13. april 2017 blev området ramt af den største ikke-nuklæare bombe i USA's arsenal.